# José de Creeft
José de Creeft (Guadalajara, 1884-Nueva York, 1982) fue un escultor hispano-estadounidense.

## Biografía
José de Creeft emigró a Francia en 1905 y estudió escultura en la Académie Julian. Comenzó trabajando la arcilla y después la piedra.
En 1929 emigró a los Estados Unidos y obtuvo la nacionalidad estadounidense en 1940. Estuvo casado con la escultora Lorrie Goulet.
En 1960, una exposición retrospectiva en el Whitney Museum of American Art le fue dedicada, así como una exposición en la National Gallery of Art en 1983. Falleció el 11 de septiembre de 1982 en Nueva York.

## Homenajes

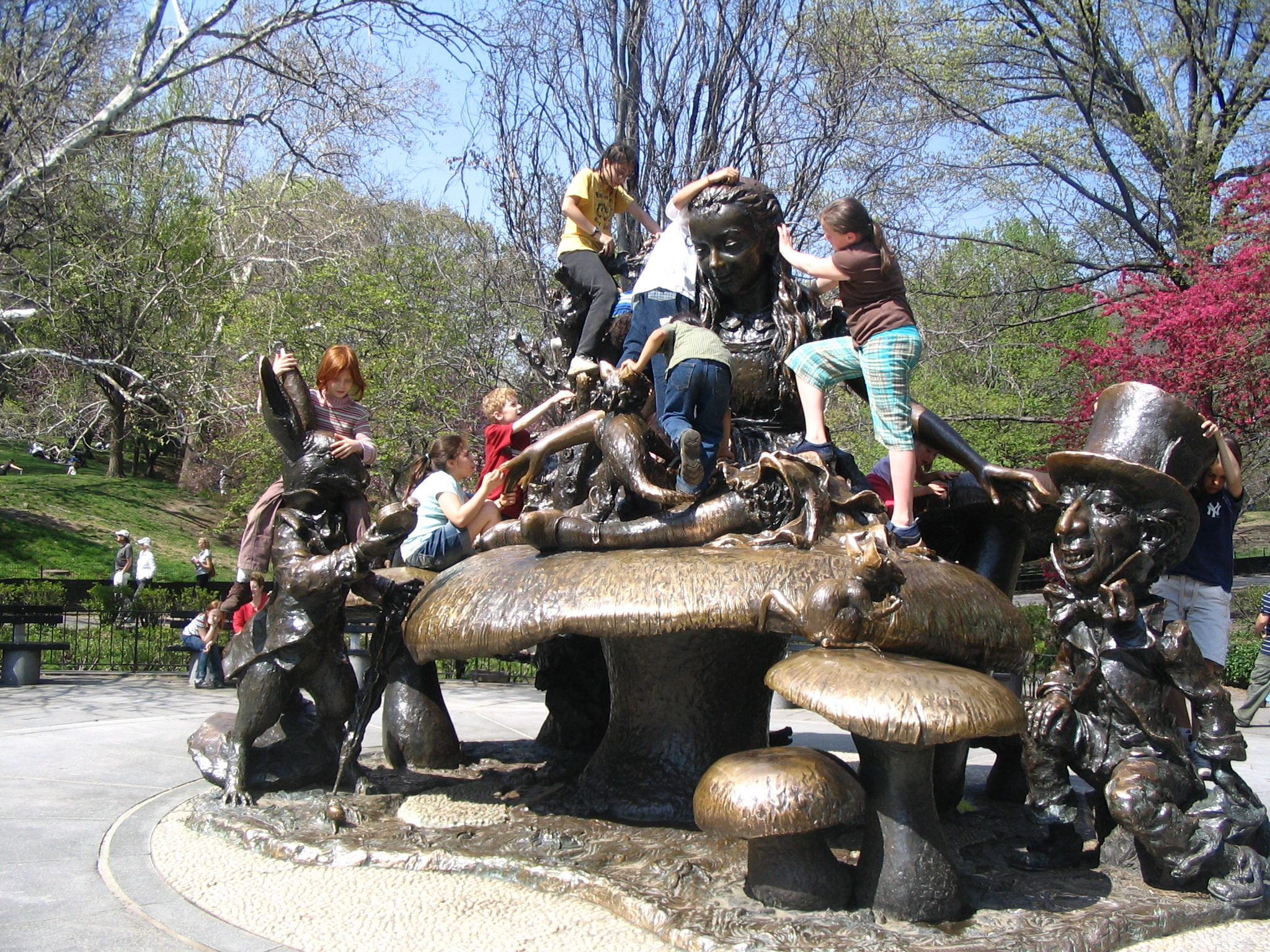
La estatua de Alicia en el país de las maravillas en Central Park es un lugar privilegiado para los niños

Fue nombrado hijo predilecto de Guadalajara en 1977. En esa misma localidad hay una plaza con su nombre y, desde 2017, una sala del Palacio de la Cotilla expone parte de su obra: dibujos, serigrafías, esculturas y un autorretrato en bronce. 

## Obras
La obra más célebre de José de Creeft es la estatua de Alicia en el país de las maravillas en el Central Park de Nueva York, obra del año 1959.
En 2021 se anunció la instalación de una réplica en su localidad natal. 